# Хугаев, Алан Анатольевич
Алан Анатольевич Хугаев (осет. Хуыгаты Анатолийы фырт Алан; род. 27 апреля 1989 года в Орджоникидзе, СОАССР, СССР) — борец греко-римского стиля, чемпион Олимпийских игр. Депутат Парламента Республики Северная Осетия -Алания шестого созыва в 2017—2019 годах, Министр физической культуры и спорта РСО — Алания с 23 августа 2019 года по 26 апреля 2021 год.

## Биография
Родился 27 апреля 1989 года в городе Орджоникидзе Северо-Осетинской АССР в семье Анатолия и Фатимы Хугаевых. Рос в семье заслуженного тренера России по вольной борьбе Анатолия Георгиевича Хугаева. В возрасте десяти лет начал заниматься греко-римской борьбой у тренеров Вахтанга Гаглоева и Владимира Уруймагова. Впоследствии переехал в Москву, выступал за клуб «Торпедо».
Хугаев окончил факультет физической культуры и спорта Северо-Осетинского государственного университета имени К. Л. Хетагурова. Позднее получил дополнительное образование на юридическом факультете Северо-Кавказского горно-металлургического института. Служил в рядах Вооруженных сил Российской Федерации.
 Международная карьера борца началась на юношеском чемпионате Европы 2007 года в Белграде, где Алан выиграл титул в среднем весе. В 2009 году стал членом сборной России по греко-римской борьбе. В том же году выиграл серебряную медаль на Чемпионате мира среди юниоров в Анкаре.
В 2011 году Хугаев стал серебряным призером Кубка мира, на чемпионате мира занял пятое место. В том же году выиграл серебряные медали на Чемпионатах России и Европы. На лондонской Олимпиаде в финале не оставил никаких шансов Олимпийскому чемпиону 2004 года Карама Мохаммеда Габера Ибрагима из Египта. В 2013 году занял первое место на Универсиаде в Казани и в том же году завершил спортивную карьеру.
Алан Хугаев имеет звание заслуженного мастера спорта России. Выступал в весовой категории до 84 килограммов. Рост 178 см, вес 84 кг.
В сентябре 2017 года Алан Хугаев избран депутатом Парламента Республики Северная Осетия-Алания шестого созыва. Стал председателем комитета парламента республики по национальной политике и делам молодежи. Является членом фракции «Единая Россия». С 2018 года занимал должность старшего тренера спортивной сборной команды Российской Федерации по греко-римской борьбе Центра спортивной подготовки сборных команд России.
 Алан Хугаев 23 августа 2019 года занял должность министра физической культуры и спорта Республики Северная Осетия — Алания, который покинул по собственному желанию 26 апреля 2021 года.

## Спортивные достижения
- 2007 — Чемпионат Европы среди юниоров — золото
- 2009 — Чемпионат мира среди юниоров — серебро
- 2011 — Кубок мира — серебро
- 2011 — Чемпиона России — серебро
- 2011 — Чемпионат Европы — серебро
- 2012 — Олимпийские игры — золото
- 2013 — Универсиада — золото

## Личная жизнь
- Отец — Анатолий Хугаев, заслуженный тренер России по вольной борьбе
- Мать — Фатима Хугаева
- Жена — Фатима
- Дочь — Аида (род. 2012)[5]

## Награды
- Орден Дружбы (13 августа 2012 года) — за большой вклад в развитие физической культуры и спорта, высокие спортивные достижения на Играх XXX Олимпиады 2012 года в городе Лондоне (Великобритания)[6].
- Медаль «Во славу Осетии»
- Почетный знак «За заслуги в спорте» I степени
- Заслуженный мастер спорта России (20 августа 2012 года)[7].
- Почётная грамота Президента Российской Федерации (19 июля 2013 года) — за высокие спортивные достижения на XXVII Всемирной летней универсиаде 2013 года в городе Казани[8].